# Ricardo Ehrlich
Ricardo Mario Ehrlich Szalmian (4 de noviembre de 1948, Montevideo) es un científico, biólogo, bioquímico, y político uruguayo, perteneciente al Frente Amplio. Desde el 1° de marzo de 2010 hasta el 1° de marzo de 2015 fue Ministro de Educación y Cultura de Uruguay.

## Biografía

### Primeros años
Nació el 4 de noviembre de 1948 en el barrio Porvenir de la ciudad de Montevideo hijo de padres judíos polacos. Pasó su adolescencia en el barrio Cerrito de la Victoria de la capital del país. Cursó normalmente sus estudios en la escuela pública N°137 y secundaria en el Liceo Dámaso Antonio Larrañaga.
Está casado con Verónica Etchart. Tiene dos hijas, Leticia y Lucía. 
Leticia Ehrlich Araujo es hija de su primer matrimonio con Ana María Araujo.

### Emigración
En 1973 salió de prisión y se exilió en Buenos Aires, donde se desempeñó como técnico químico y continuó vinculado a diversas organizaciones revolucionarias de la época, incluido el propio MLN que tenía estrechos contactos con grupos guerrilleros de izquierda locales. Sin embargo, duró poco en Argentina, pues, en virtud de su actividad política, pasó a ser buscado también en ese país.
En 1974 viajó a Estrasburgo en Francia, donde realizó un máster en ciencias en la Universidad Louis Pasteur. Cinco años después recibió el título de Doctor de Estado en Ciencias Físicas. 
Aunque se encontraba en Europa, Ehrlich continuó vinculado a los movimientos guerrilleros izquierdistas latinoamericanos.

### Regreso a Uruguay
Regresó a Uruguay en 1987 dos años después del fin de la dictadura. Allí participa en la creación de la Facultad pública de Ciencias en Malvín Norte[cita requerida] y creó el Laboratorio de Bioquímica y Biología Molecular de esa facultad,[cita requerida] en la cual comienza a trabajar como profesor Grado 5, que es el más alto a nivel nacional.[cita requerida]
En 1990 es nombrado Director del Instituto de Biología de dicha facultad y siete años más tarde elegido por unanimidad Decano de la Facultad de Ciencias de la Universidad de la República, cargo que desempeñó hasta febrero del año 2005.
En diciembre del 2004 presidió el Consejo de Administración del Instituto Pasteur de Montevideo (IMPON), en el cual participaron autoridades nacionales así como también de la entidad homóloga en Francia.[cita requerida] El Instituto comenzó a funcionar en 2006.
En 2013 recibió el Premio Konex Mercosur a la Ciencia y Tecnología.

## Carrera política

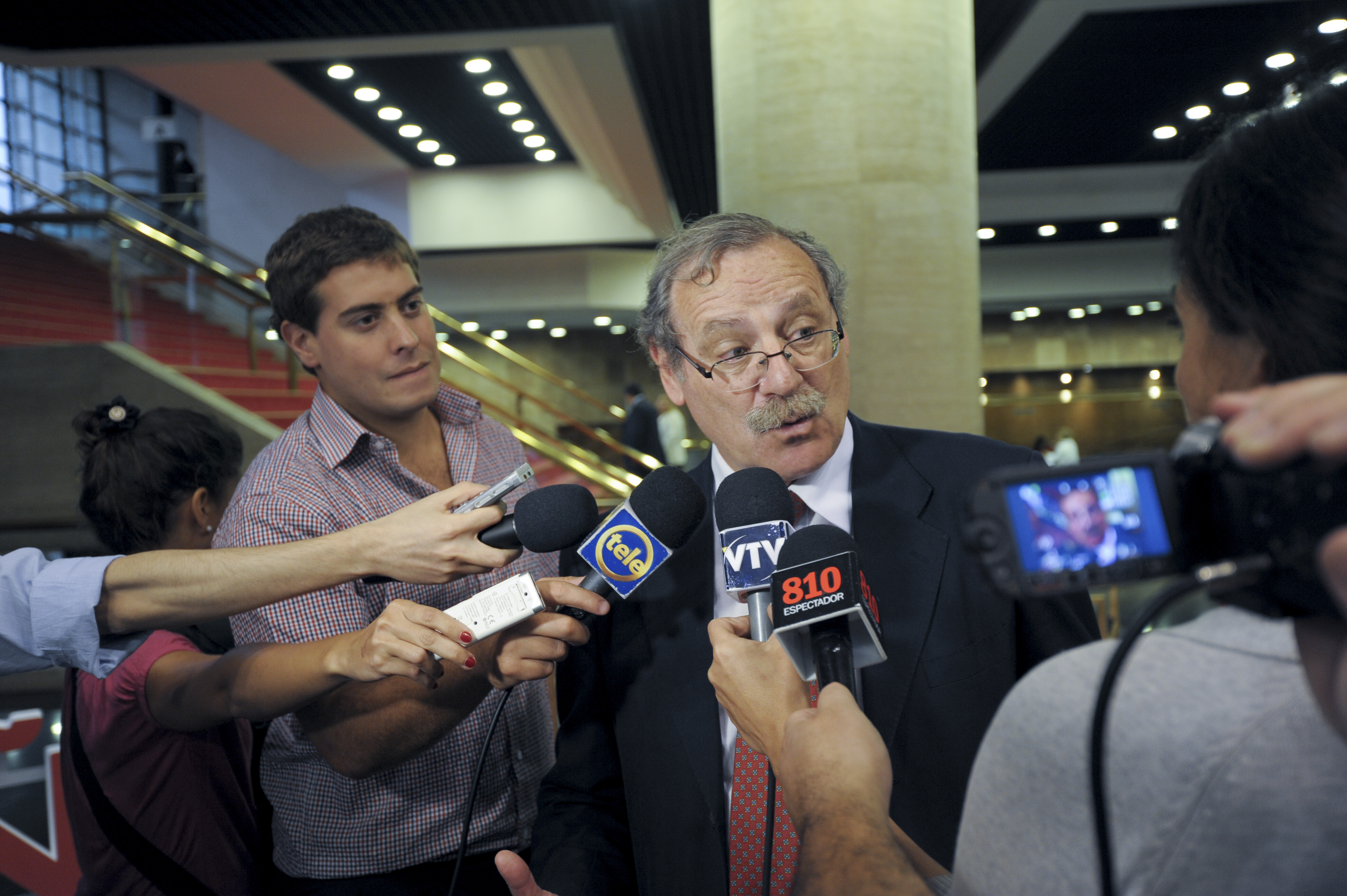
Ehrlich siendo entrevistado en el marco de las actividades del Bicentenario de Uruguay en 2011.

### Militancia social y prisión
Fue militante del MLN (Movimiento de Liberación Nacional), razón por la que fue detenido en el año 1972  poco antes del golpe de Estado de 1973.

### Intendente de Montevideo
El 17 de febrero del 2005 fue proclamado por unanimidad[cita requerida] por la Convención Departamental candidato único a la Intendencia Municipal de Montevideo por la coalición Encuentro Progresista-Frente Amplio-Nueva Mayoría. Resultó ganador en las elecciones con un 59% de los votos, venciendo a los candidatos Pedro Bordaberry (30%) del Partido Colorado y Javier García Duchini del Partido Nacional (10%). La noche de la victoria, agradeció a sus adversarios por una campaña que se desarrolló limpiamente, con propuestas y sin agravios.[cita requerida]
Estas elecciones departamentales fueron históricas para su partido, el Frente Amplio, ya que se obtuvieron ocho intendencias de las diecinueve.[cita requerida]

#### Gestión Municipal
Ehrlich, al poco tiempo de asumir como intendente, impusó algunos cambios como por ejemplo el lema de la intendencia que desde 1990 era "Montevideo mi casa" a "Montevideo de todos". Este cambio que formó parte de la instauración de un Programa de Identidad Visual de la Intendencia de Montevideo supuso también la modernización del logo de la institución. 
Entre las principales acciones de su gestión se destaca la aplicación del Presupuesto Participativo y el inicio del Sistema de Transporte Metropolitano (STM). 
Poco antes de cumplirse dos años de su mandato, Ehrlich realizó varios cambios en su gabinete con el fin de adecuar el equipo de gobierno a necesidades de mayor agilidad en la gestión. Su período como Intendente culminó el 26 de febrero de 2010 cuando renunció para asumir como Ministro de Educación y Cultura en la presidencia de José Mujica. Quién resultó elegida para el período 2010-2015 en el cargo de la Intendencia de Montevideo es la profesora Ana Olivera.